# Quartiere Coppedè
Il quartiere Coppedè è un complesso di edifici situato a Roma nel quartiere Trieste. Comprende via Tagliamento, via Arno, via Ombrone, via Serchio, via Reno, via Clitunno e via Adige fino a piazza Trasimeno.
Pur non essendo propriamente un quartiere, venne così chiamato dallo stesso architetto che lo ha progettato e da cui prende il nome, Gino Coppedè. È composto da diciotto palazzi e ventisette tra palazzine ed edifici disposte intorno al nucleo centrale di piazza Mincio.

## Storia
Nel 1915 la Società Anonima Edilizia Moderna, con sede in piazza di Pietra, avente come amministratore delegato Aonzo Arnaldo, idea una zona abitativa a Roma, adiacente a piazza Quadrata (piazza Buenos Aires), tra i confini dei Parioli e tra i nuovi, per l'epoca, quartieri Salario e Trieste. Il progetto viene affidato a Gino Coppedè.
I finanzieri Cerruti, con Coppedè, vollero ripercorrere, su Roma, il percorso avviato a Genova con lo stesso Coppedè.
Il quartiere nasce sul piano regolatore dell'ingegner Edmondo Sanjust di Teulada del 1909 (Sindaco Ernesto Nathan), tra non poche difficoltà e contrasti tra la commissione edilizia e l'architetto Coppedè, con vincoli imposti dalla sovraintendenza della commissione edilizia, come accadde nel 1918 su concessione dell'allora assessore all'urbanistica, Galassi, sul lotto di Via Po.
Anche se il dizionario architettonico di Pevsner, Fleming e Honour cita la data del 1912, la prima presentazione del progetto sarebbe avvenuta il 19 ottobre 1916 e la progettazione risalirebbe quindi al 1915 quando Coppedè fu incaricato dai finanzieri Cerruti e Becchi. Nel 1921 vengono terminati i Palazzi degli Ambasciatori ed il quartiere rimase incompiuto da Coppedè alla sua morte avvenuta nel 1927.
Il quartiere fu completato da Paolo Emilio André. Il piano dell'opera comprendeva inizialmente la costruzione di 18 palazzi e 27 edifici tra palazzine e villini. Il 23 agosto 1917 la commissione edilizia fece una richiesta a Coppedè di dare al quartiere un'impronta romana. Così Coppedè utilizzò il tema della Roma antica come le cornici e le modanature alla Roma imperiale ed un arcone richiamante gli archi di trionfo del Foro Romano.
Nel febbraio del 1918 viene approvato il progetto dei Palazzi degli ambasciatori con la condizione di chiudere la via diagonale (l'attuale via Dora) per farla diventare una via privata. Nel 1920 venne rifiutata la costruzione dei Villini delle Fate in via Rubicone. Per la realizzazione venne usato il travertino (sempre in onore della Roma imperiale) mentre gli interni sono realizzati in maiolica smaltata per le cucine, con parquet in legno per i soggiorni e mosaici in stile pompeiano per i bagni.

## Descrizione

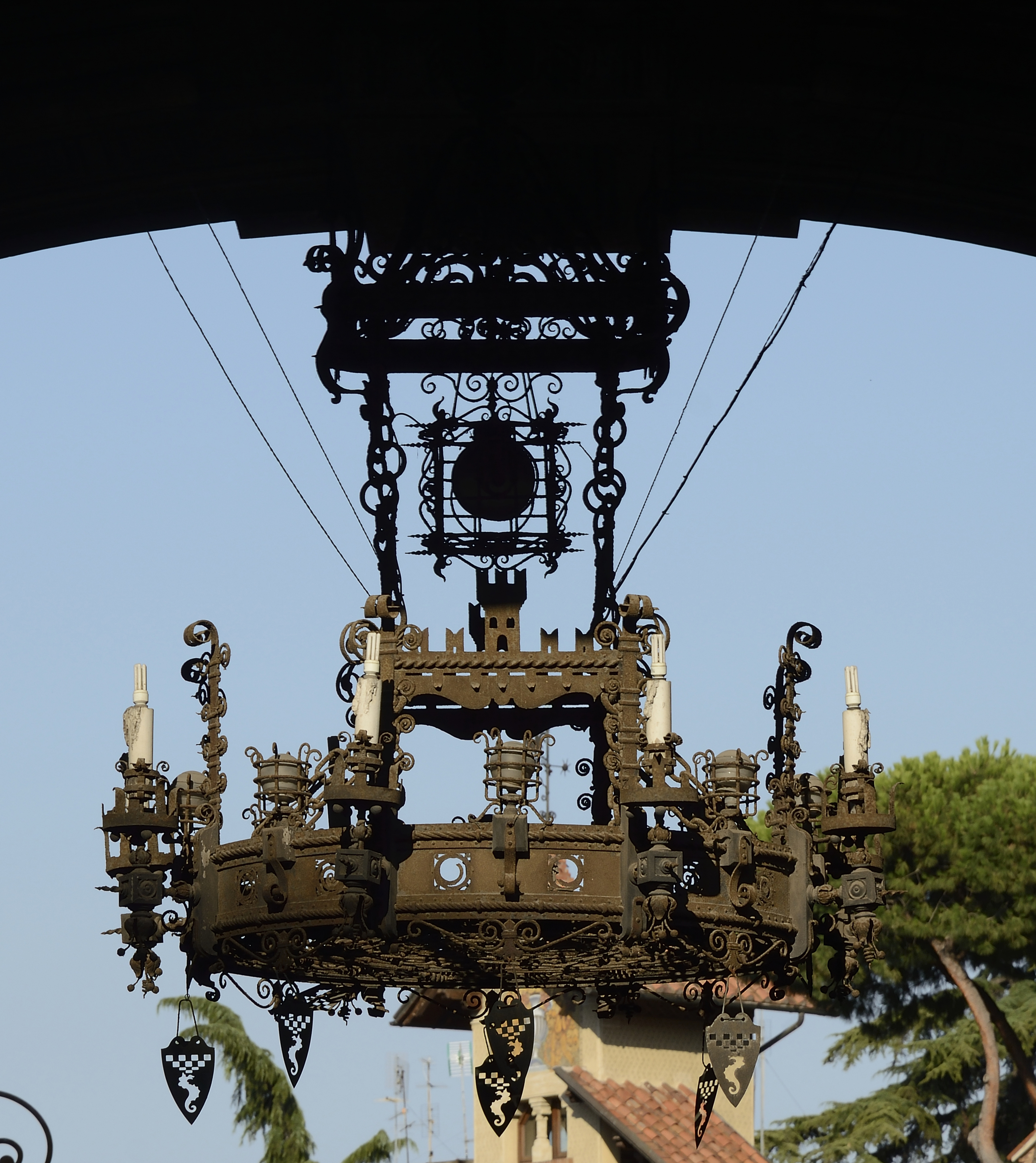
Il grande lampadario in ferro battuto presente sotto l'arco

L'ingresso principale del Quartiere Coppedè, dal lato di via Tagliamento, è rappresentato da un grande arco che congiunge due palazzi. Poco prima dell'arco si trova un'edicola con una statua di Madonna con Bambino. Sotto l'arco, oltre a due balconi, si trova un grande lampadario in ferro battuto. L'arco è decorato con numerosi elementi architettonici, che hanno la caratteristica di essere disposti in modo asimmetrico.
Superato l'arco si giunge a piazza Mincio, centro del quartiere. In mezzo alla piazza sorge la Fontana delle Rane, costruita nel 1924. La fontana è costituita da una vasca centrale, di pochi centimetri più alta del livello stradale, con quattro coppie di figure, ognuna delle quali sostiene una conchiglia sulla quale si trova una rana dalla quale zampilla acqua all'interno della vasca. Dal centro della fontana si innalza una seconda vasca, di circa due metri di altezza, il cui bordo è sormontato da altre otto rane.
L'arco che sormonta l'ingresso del palazzo situato al numero civico 2 della piazza è una fedele riproduzione di una scenografia del film del 1914 Cabiria.
Per la sua particolare architettura il Quartiere Coppedè fu scelto dal regista Dario Argento come sfondo per alcune scene dei suoi film Inferno e L'uccello dalle piume di cristallo e nel 1976 dal regista Richard Donner per le sequenze iniziali del film Il presagio. Tra i film girati nel quartiere si ricorda anche il film noir del 1974 Il profumo della signora in nero del regista Francesco Barilli e Il Cielo In Una Stanza di Carlo Vanzina.
In una delle villette del quartiere aveva la sua casa romana il tenore Beniamino Gigli.
In via Tanaro si trova l'ambasciata del Sudafrica, in via Brenta si trovano quelle del Marocco e della Bolivia.
Gli interni di soggiorno erano divisi dalle zone di ambito privato quasi a formare dei «Quartieri di ricevimento» e dei «Sacrari di vita privata».
Nei Villini delle Fate viene esaltata Firenze con una scritta «Fiorenza bella» e con delle decorazioni fiorentine raffiguranti Dante e Petrarca. Invece il lato di via Brenta è dedicato a Venezia con un leone di San Marco. Il Palazzo del Ragno inneggia al lavoro tramite la decorazione raffigurante un cavaliere con la scritta «Labor».

### I palazzi

#### Gli interni
Tutti gli immobili progettati dall'architetto Coppedè sono orientati ad una visione moderna degli ambienti, con la suddivisione delle zone giorno e notte, la rivisitazione degli spazi facendo attenzione alle richieste della clientela, curando finemente le decorazioni dei vari ambienti: mosaici nei bagni, soffitti a cassettoni, caldaie in rame, cucine con lavatoi in marmo, citofoni e garage.

#### I Villini delle Fate

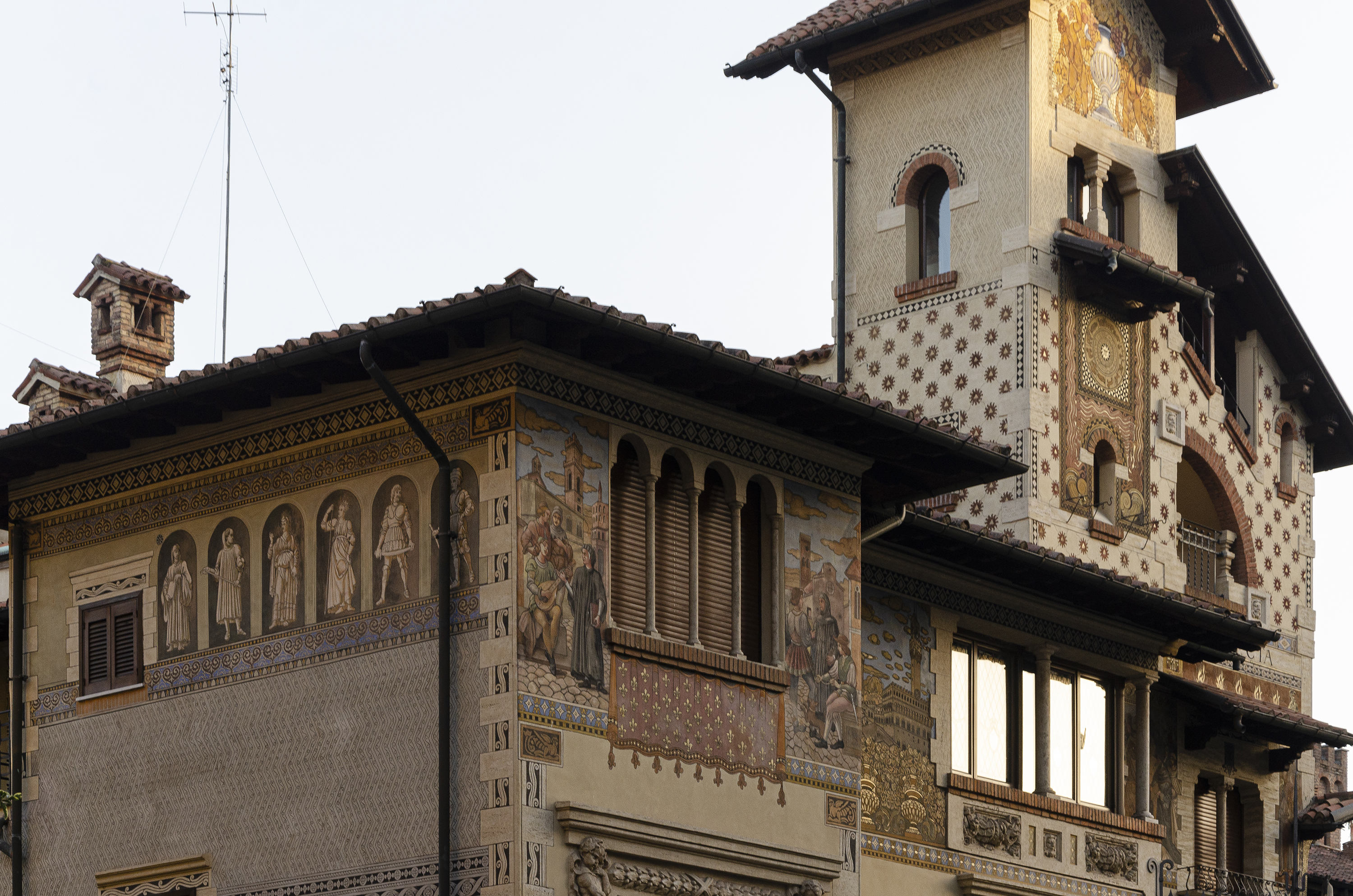
Immagine di dettaglio di uno dei villini delle Fate, adiacente a piazza Mincio

I cosiddetti Villini delle Fate sono siti in via Aterno 4, piazza Mincio 3 e via Brenta 7-11. Il lato di via Aterno consta sul lato sinistro di una partizione a fasce orizzontali: nella zona bassa presso il primo piano vi è una decorazione geometrica, mentre al secondo piano vi è un dipinto con figure umane nelle bifore che richiama i disegni di personaggi famosi della Villa Carducci alla Legnaia di Andrea del Castagno. Le figure riprodotte sono: una donna togata, una donna con peplo, una donna con vestiti all'antica, un uomo con barba, armatura e scimitarra e un uomo con spada e cappello. Fra i materiali utilizzati ci sono marmo, laterizi, travertino, terracotta e vetro mentre il cancello è costruito in legno e ferro battuto. Le facciate esterne sono particolarissime, finemente realizzate, talmente particolareggiate che in alcuni punti sembrano quasi essere tessute in seta e ricami d'oro.
Su questa via il prospetto è composto da più corpi aggettanti:

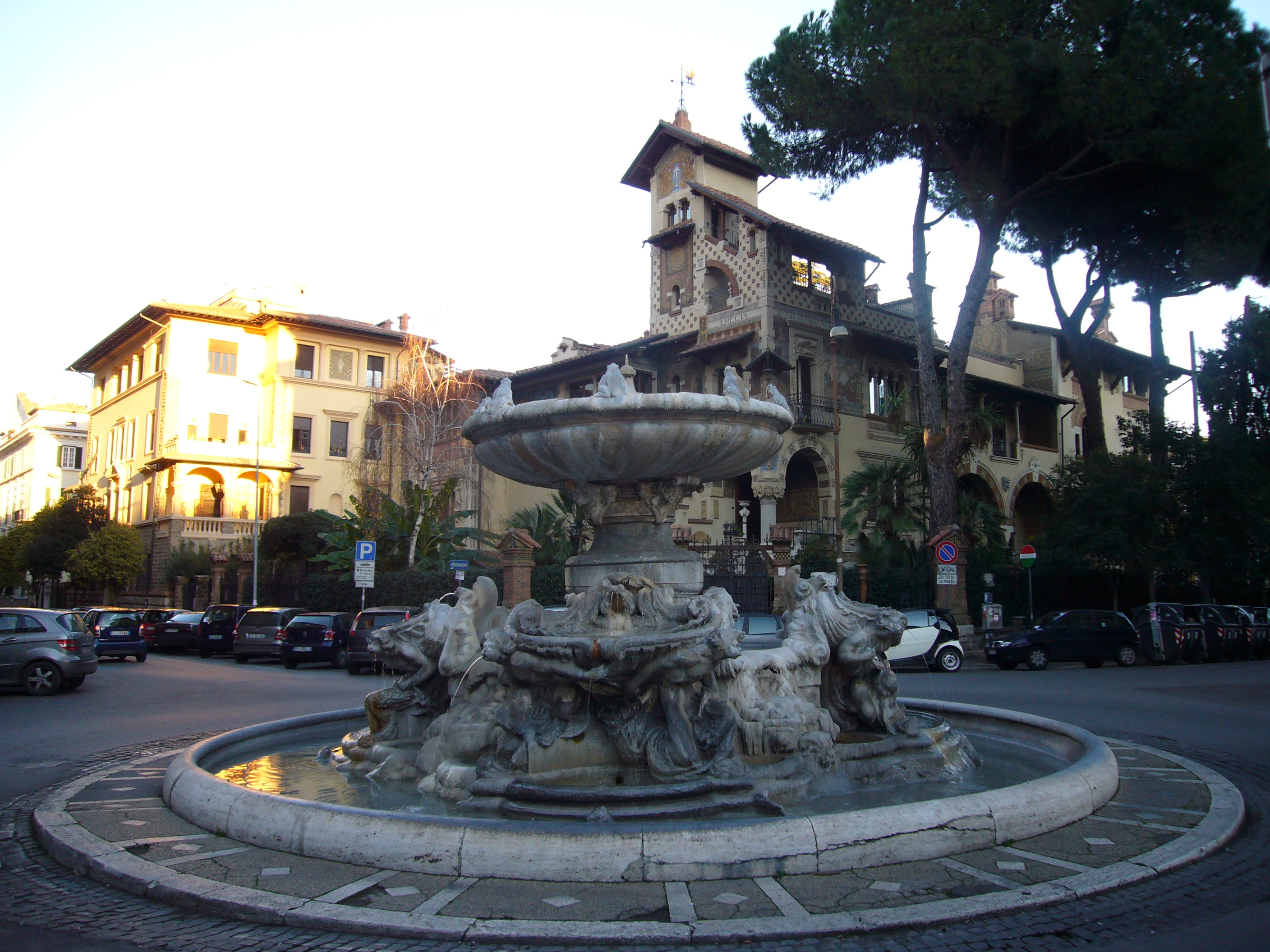
Fontana delle Rane in piazza Mincio

- il primo corpo a sinistra consta di una quadrifora tra i ritratti di Petrarca e Dante. Una firma con data 1954 è da ritenersi verosimilmente connessa a un restauro. Al piano rialzato vi è una finestra con due colonnette e un dipinto con festone e putti, oltre a una decorazione a rilievo rappresentante un'ape;[4]
- il secondo corpo consta di una serie di tre finestre separate da piccole colonne. Al secondo piano vi è un dipinto rappresentante Firenze con la scritta «FIORENZA BELLA». In un angolo vi è una decorazione di un personaggio a cavallo. Il piano consta di un arcone con dei rilievi di api e degli stemmi. Sotto la loggia vi è una decorazione con un falconiere e un falcone;[4]
- il terzo corpo consta di una torretta con festoni e putti. Sotto una bifora vi è un orologio con motivi zodiacali. In basso vi è uno stemma con un biscione. Al secondo piano vi è un dipinto con una scena di una processione con monache e frati francescani. All'angolo vi è una scala d'accesso con loggiato. Nel loggiato vi è una decorazione con angeli.[4]

Il lato di via Brenta è composto da tre corpi aggettanti:
- il primo corpo a sinistra consta di una torretta in cui, al secondo piano vi sono delle decorazioni raffiguranti il leone alato di San Marco e l'aquila di San Giovanni. Sotto l'aquila vi è una decorazione rappresentante una processione mentre sotto il leone vi è rappresentato un veliero. Completa la facciata una nuova decorazione con festoni e puttini;[4]

- il secondo corpo consta di una piccola loggia con decorazioni floreali, due arconi con dei rilievi raffiguranti delle api e l'uva sull'archivolto, degli stemmi e piccole foglie all'interno e un finto graffito rappresentante due angioletti;[4]
- il terzo corpo consta di decorazioni di putti in alto. Nel piano centrale vi è un balconcino con una decorazione rappresentante la lupa con Romolo e Remo. Il piano in basso consta di decorazioni raffiguranti dei putti e delle foglie stilizzate.[4]

Sul prospetto di via Olona vi è una raffigurazione dell'albero della vita. Al centro vi è un dipinto raffigurante una meridiana. Tra le altre decorazioni vi è una rappresentazione di una scena di una battaglia con la scritta «Domus pacis» ed altre scritte «Domino laetitia praebeo» ed «E paetre/ex arte venustas» e un colombario sotto l'angolo del tetto a capanna.

#### Palazzi degli Ambasciatori

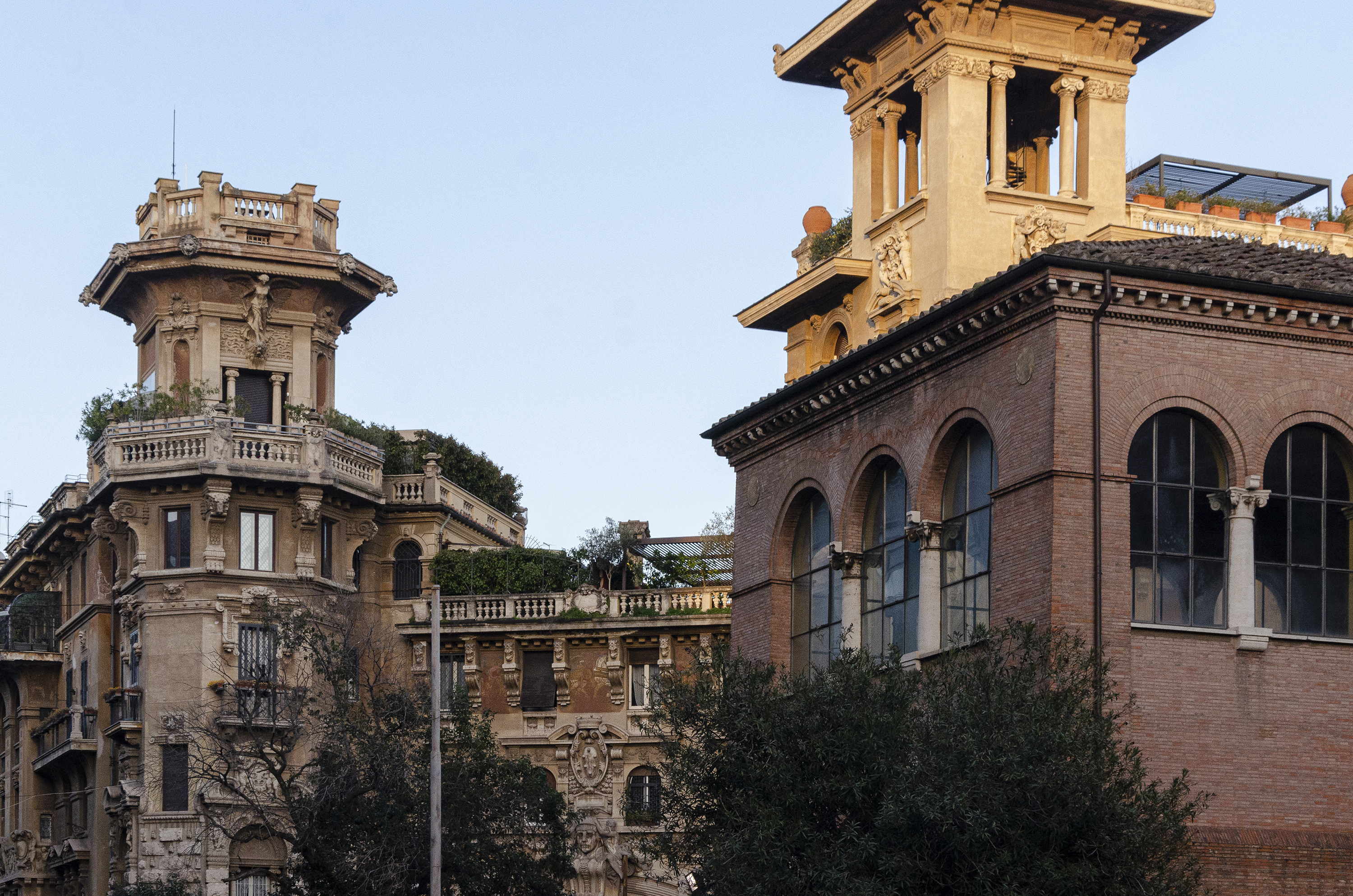
Immagine di dettaglio del palazzo degli Ambasciatori

I Palazzi degli Ambasciatori sono situati in via Tagliamento 8-12, via Brenta 2-2a, piazza Mincio 1, via Dora 1-2 e via Tanaro 5. Questo complesso edilizio è composto da due blocchi a pianta triangolare separati da via Dora e suddivisi in cinque livelli. Presso l'angolo tra via Arno e via Tagliamento vi sono due torrette. La copertura del palazzo è realizzata mediante un terrazzo. Tra i due blocchi triangolari vi sono dei locali di servizio e cinque pozzi scala per degli ascensori. Il lato di via Tanaro è suddiviso da vari corpi aggettanti su vari livelli con finestre differenti per ogni piano. Sulla torretta d'angolo di via Tagliamento vi è la scritta «Anno Domini MCMXXI» che indica verosimilmente la data di costruzione e dei bassorilievi con figure antropomorfe. Il grande arco centrale è decorato con pitture rappresentanti una Vittoria alata e mosaici raffiguranti delle aquile. All'interno dell'arco vi è la dedica a Coppedè. Al terzo piano vi è una decorazione di una coppa ricordante il Santo Graal.

#### Palazzo del Ragno

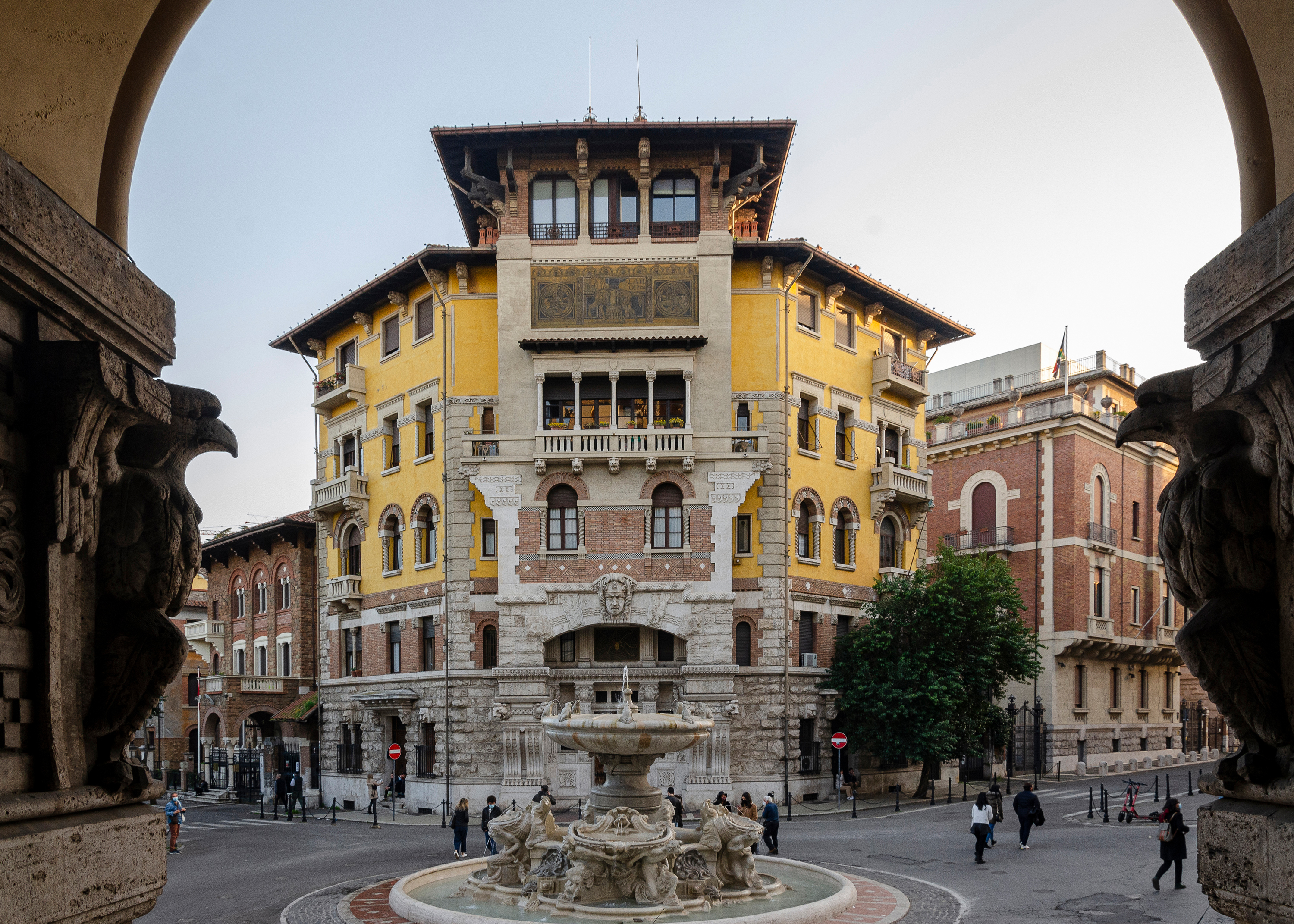
Il palazzo del Ragno

Il Palazzo del Ragno è sito in piazza Mincio 4 e risale al 1916-1926. Il nome è dovuto alla decorazione presente sopra il portone d'ingresso principale. È suddiviso in quattro piani, consta di una torretta e al terzo livello vi è un balconcino con loggia. Sopra al balconcino vi è un dipinto color ocra e nero raffigurante un cavallo sormontato da un'incudine tra due grifoni e dalla scritta «Labor». Sul prospetto di via Tanaro vi è effigiato il motto «Maiorum exempla ostendo/artis praecepta recentis».

#### Altri palazzi
Palazzo di via Olona 7
Risale al 1925 circa. Ha planimetria ad L. La facciata è suddivisa in quattro corpi aggettanti. Il corpo centrale è a cinque piani mentre i laterali sono a quattro. All'ultimo piano ed intorno ad i balconi vi sono delle decorazioni geometriche.
Villino di via Brenta 26
È sede del liceo scientifico statale "Amedeo Avogadro". È suddiviso in due livelli. Alla destra della facciata vi è l'ingresso con loggia. Al primo piano vi è un mosaico raffigurante un gallo, una coppa e tre dadi con i numeri uno, tre e cinque.
Villino di via Ombrone 7
La costruzione è a pianta quadrilatera. È suddiviso in due livelli oltre un seminterrato. Il primo livello è a bugnato. Al livello dell'attico vi sono dei rilievi raffiguranti delle api.
Villino di via Ombrone 8
L'edificio è a due livelli più seminterrato e, sulla sinistra, una piccola loggia.
Villino di via Ombrone 11
L'edificio è a pianta quadrangolare. È suddiviso in due piani più un seminterrato. Gli esterni sono a vari tipi di bugnato. Le finestre sono ad arco con decorazioni a stemmi.
Palazzo di via Olona 2
In questo periodo è sede dell'ufficiale del consigliere della Polonia a Roma. Sul lato destro vi è una raffigurazione di caccia, mentre sulla loggia vi sono degli ovali con delle colombe alternati ad uno raffigurante San Giorgio. L'edificio è di paternità dubbia di Coppedè.

## Galleria d'immagini

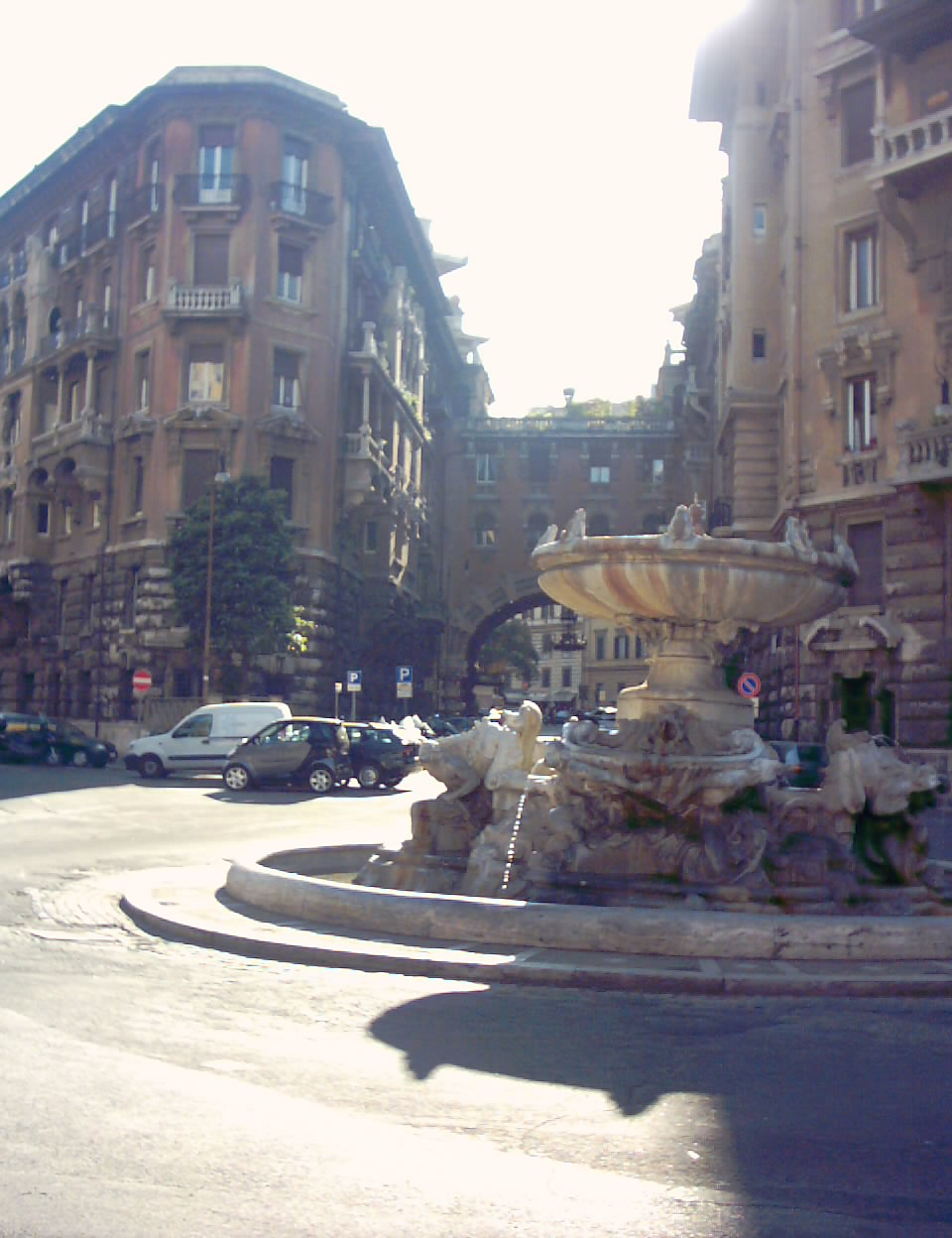
Piazza Mincio e Fontana delle Rane
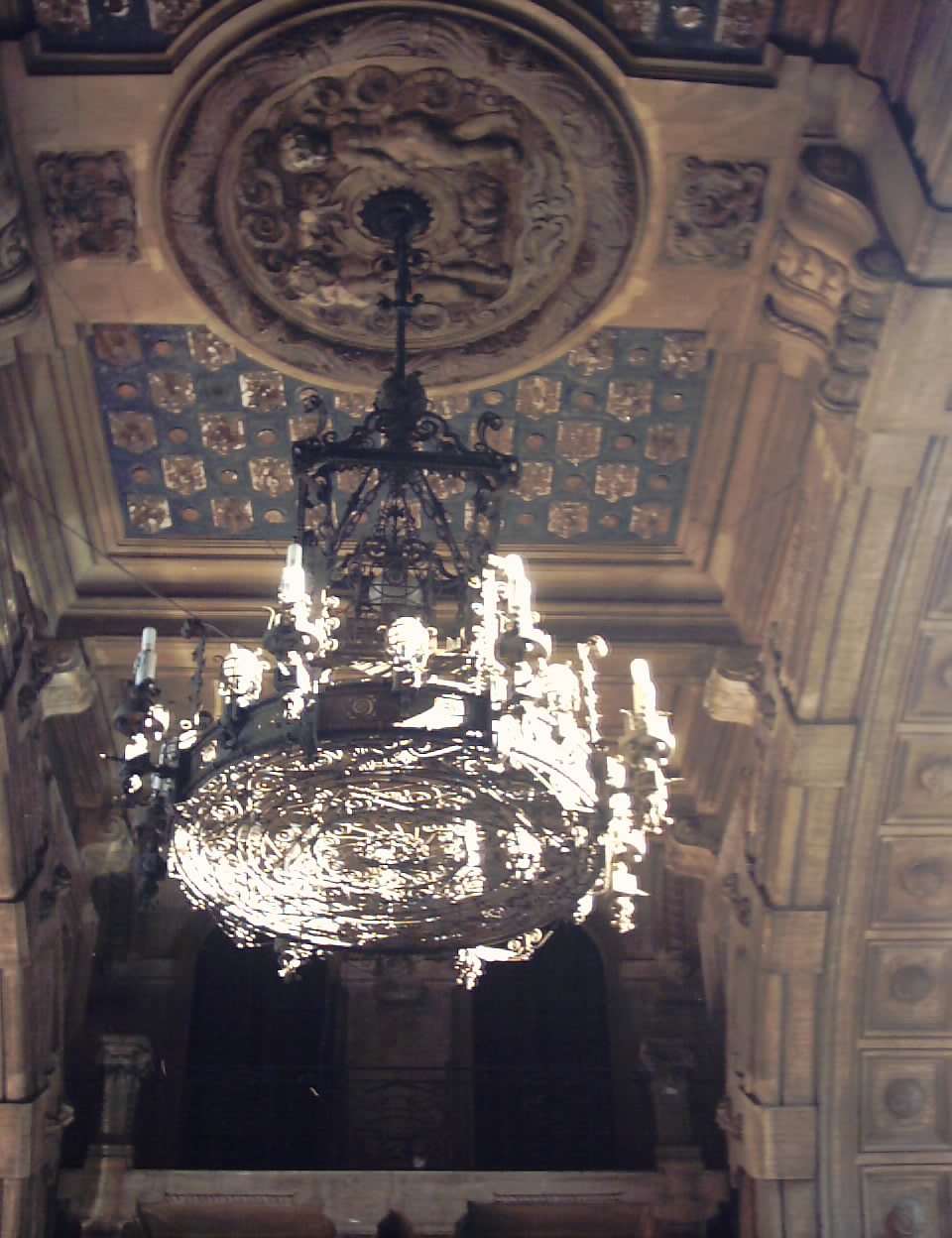
Il lampadario sotto l'arco di ingresso del quartiere
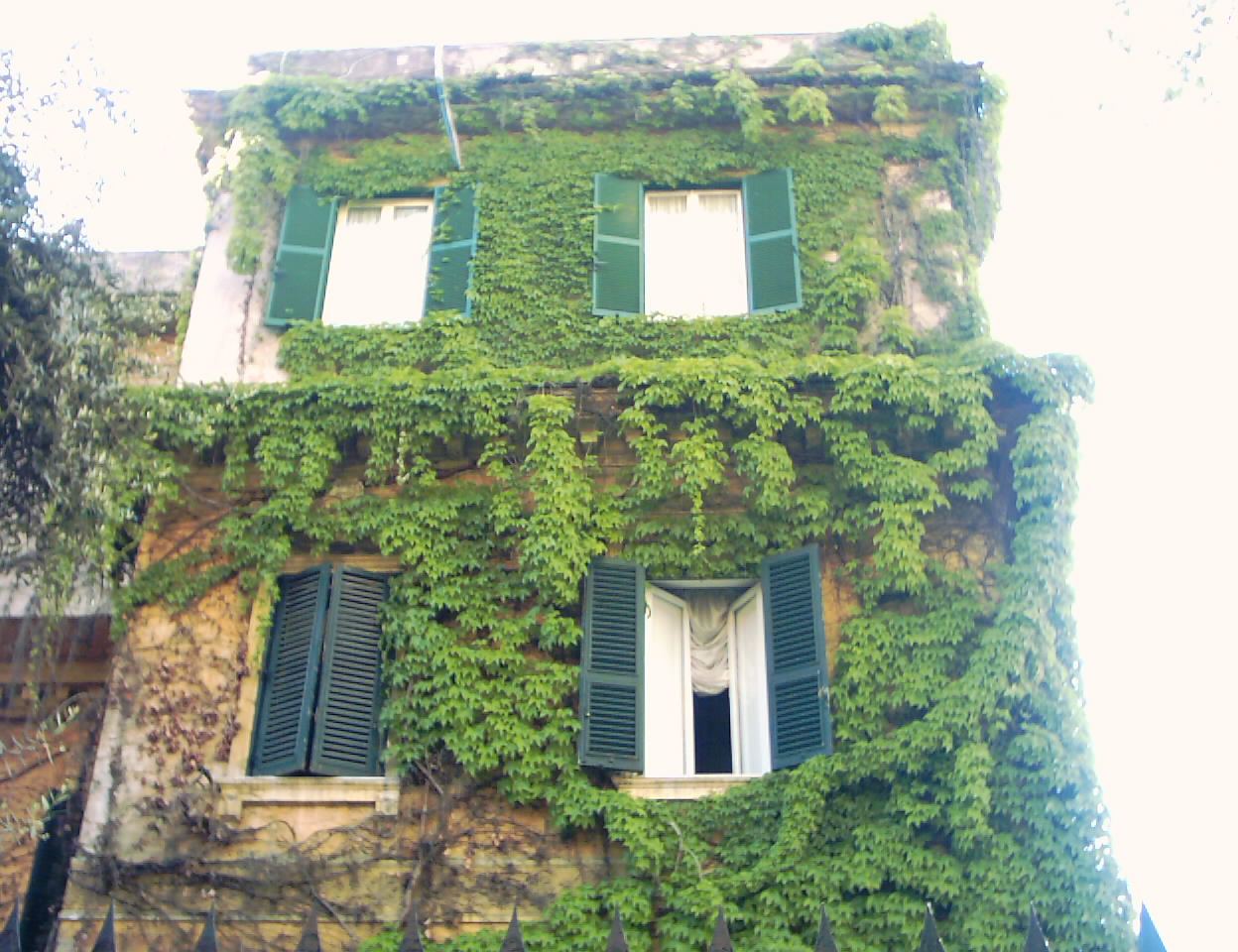
Villino con la facciata coperta da piante rampicanti
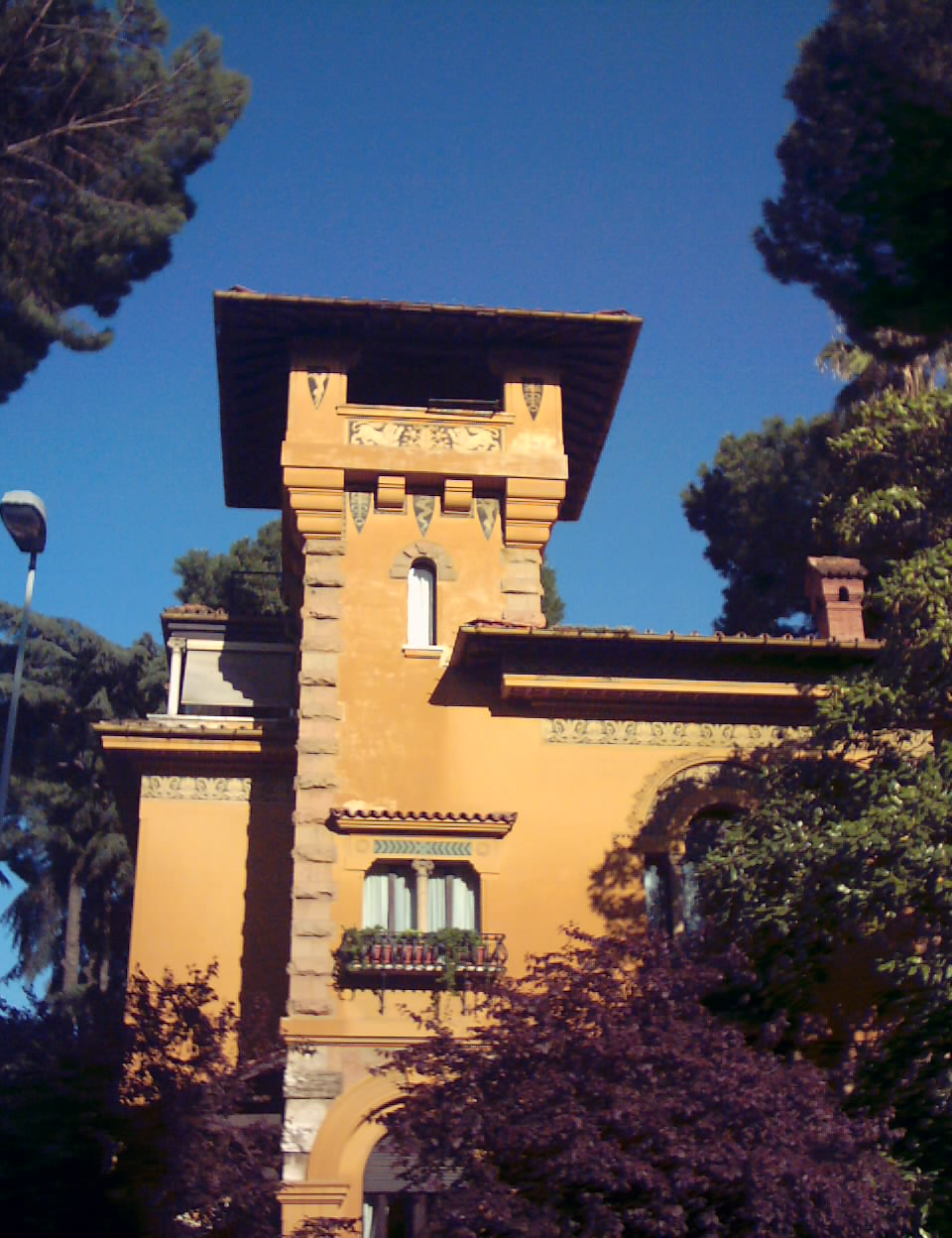
Villino con torretta
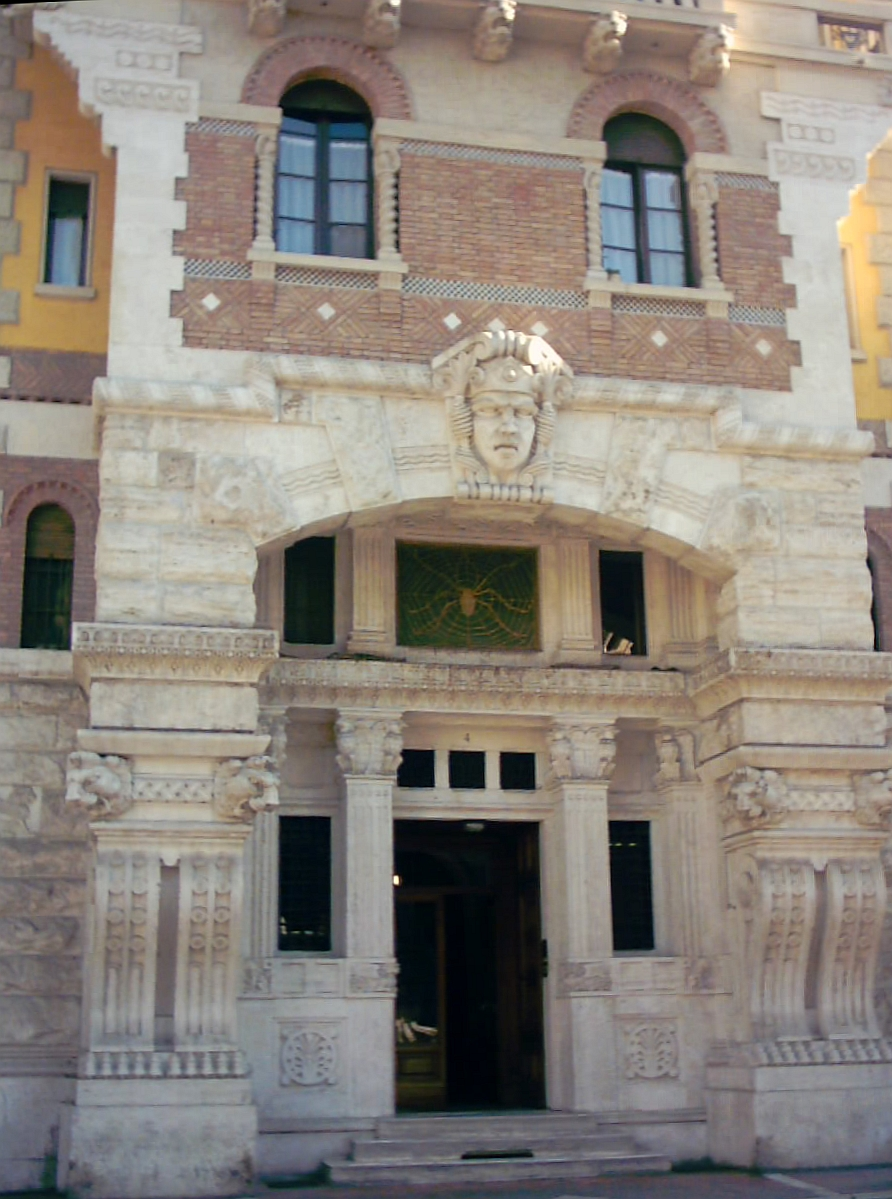
Portone del Palazzo del Ragno
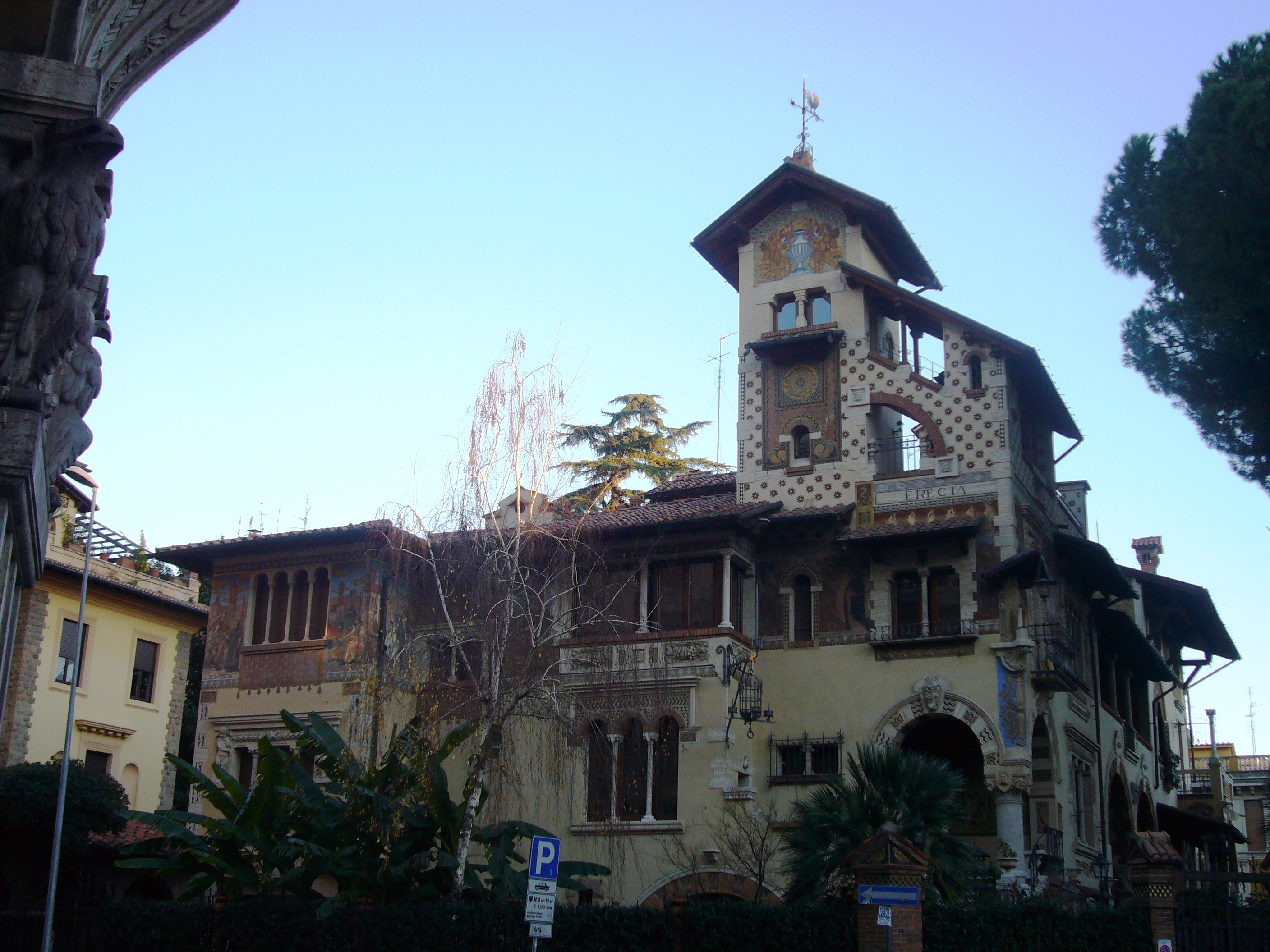
Villino delle Fate
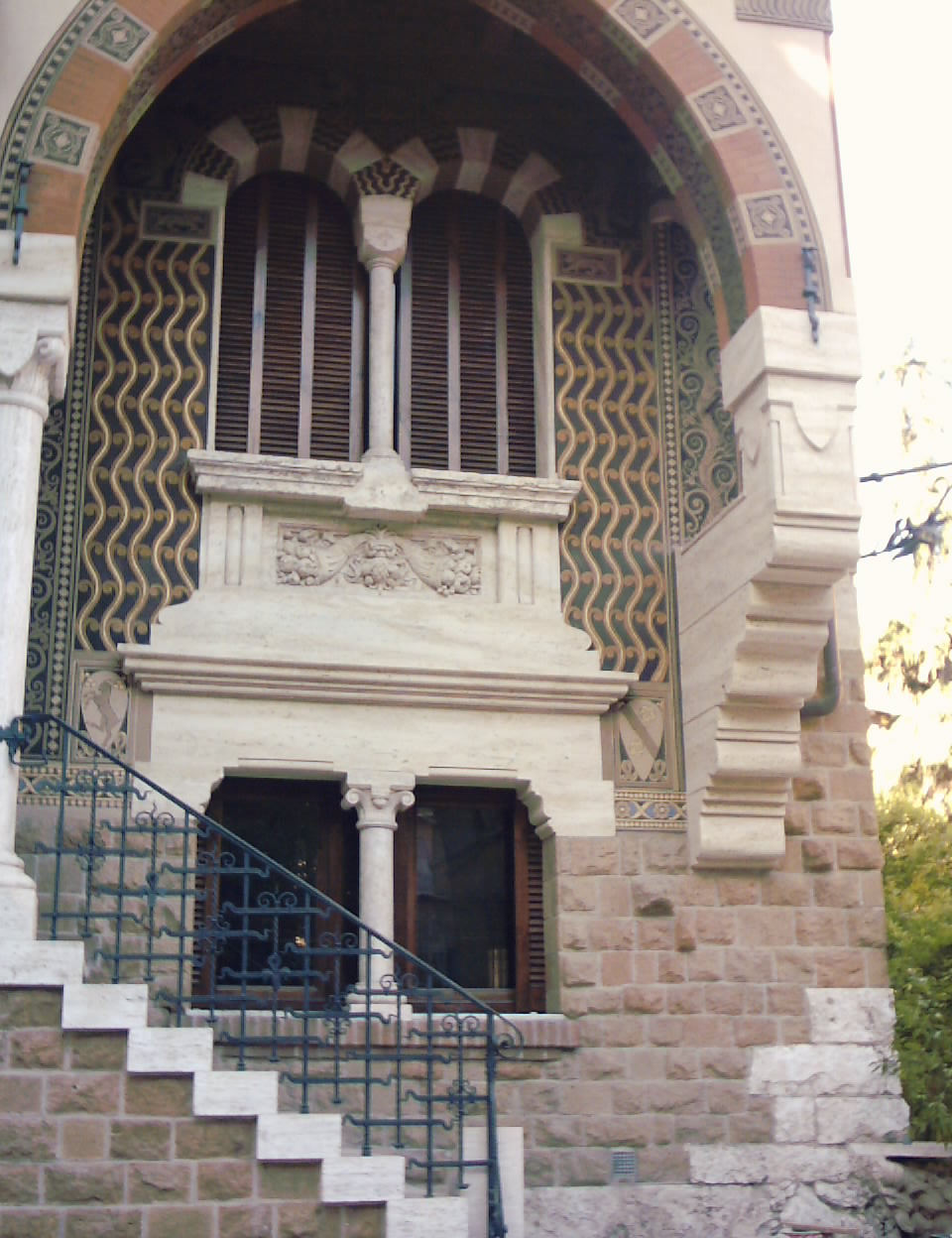
Particolare del Villino delle Fate
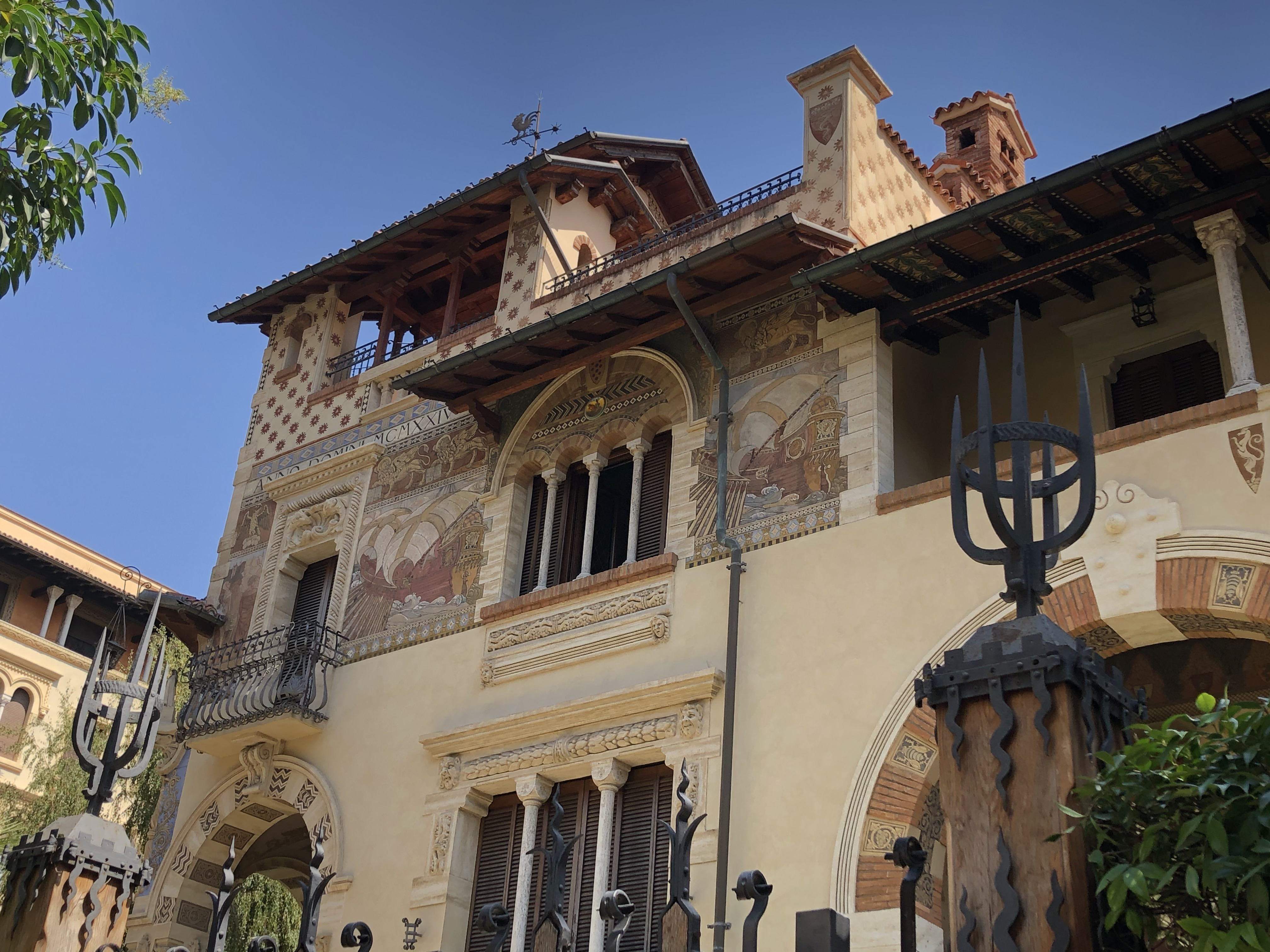
Particolare del Villino delle Fate
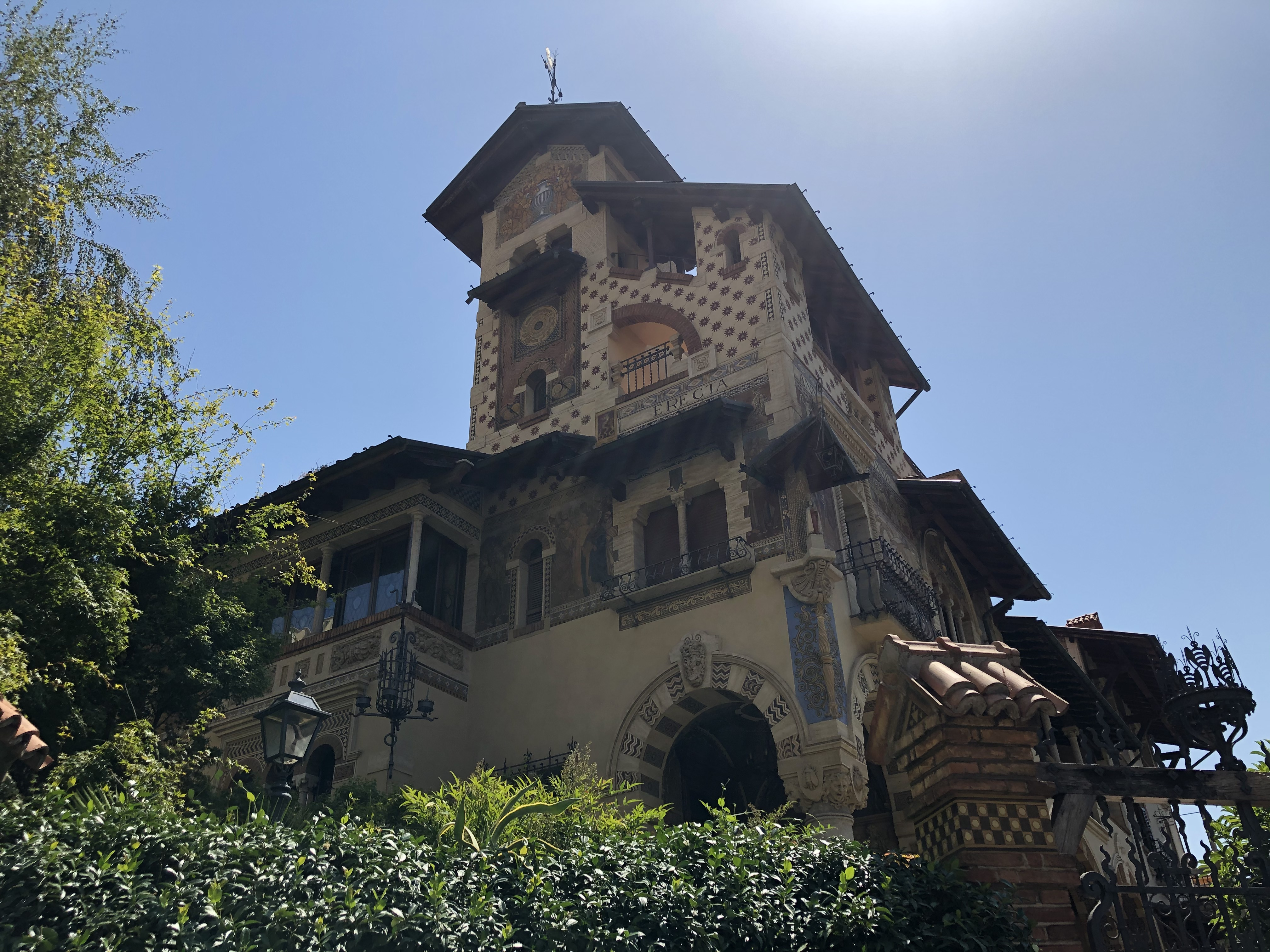
Vista della torretta del Villino delle Fate